# Musée français de la carte à jouer
Musée français de la carte à jouer är ett franskt museum som fokuserar på kortspel, i Parisförorten Issy-les-Moulineaux.
Museet grundades 1986  dels utifrån en samling, som 1930 donerades till kommunen av arkivarien Louis Chardonneret (1849–1935), dels en senare samling av belgaren Robert Thyssen. Museet har sedan 1997 legat i den nuvarande lokalerna i prinsarna av  Contis slott Château d'Issy.
Samlingen omfattar omkring 9 000 föremål, inklusive nästan 6 500 kortlekar, 980 etsningar, teckningar och affischer, samt över 1 000 andra föremål som har med kortspel att göra. I andra utställningssalar visas slottets historia och där finns också information om konstnärer som har haft med Issy att göra, som Auguste Rodin, Henri Matisse och Jean Dubuffet.
Museet fick 1999 priset European Museum of the Year Award.